# Långtjärnen (Hotagens socken, Jämtland, 710242-141419)
Långtjärnen är en sjö i Krokoms kommun i Jämtland och ingår i Indalsälvens huvudavrinningsområde.